# Naghludammen
Naghludammen (pashto: نغلو برېښناکوټ; persiska: سد نغلو, Sadd-e Naghlu) är en dammbyggnad och ett vattenkraftverk 85 kilometer öster om Afghanistans huvudstad Kabul. Vattenkraftverket har en effekt på 100 megawatt och är landets största.
Dammbyggnaden, som dämmer upp Kabulfloden, och kraftverket  byggdes med stöd från Sovjetunionen mellan 1960 och 1968 och den första av de fyra turbinerna togs i drift 1967. Efter sönderfallet av den sovjetstödda Demokratiska republiken Afghanistan år 1992 kontrollerades kraftverket och Kabuls elförsörjning  av supportrar till Gulbuddin Hekmatyar. Anläggningen förföll och år 2001 var bara två turbiner i drift.

Dammen på en Afghanisedel från 1978.

I augusti 2006 fick ryska Technopromexport i uppdrag att renovera de stängda turbinerna. Projektet finansierades av Världsbanken. Den första av de renoverade turbinerna togs i drift år 2012 och sedan år 2019 är alla kraftverkets turbiner i drift.